# Джордж, Финиди
Фини́ди Джордж (англ. Finidi George; род. 15 апреля 1971, Порт-Харкорт) — нигерийский футболист, полузащитник; футбольный тренер.

## Биография

### Клубная карьера
Финиди Джордж родился в нигерийском городе Порт-Харкорт штата Риверс. Свою футбольную карьеру Финиди начал в клубе «Калобар Роверс» в 1989 году. В 1993 году Финиди перешёл в нидерландский «Аякс». В составе «Аякса» Джордж стал трёхкратным чемпионом Нидерландов, и выиграл в 1995 году все клубные европейские кубки: Лигу чемпионов, Суперкубок Европы и Межконтинентальный кубок. Финиди значился в «Аяксе» как один из самых быстрых игроков в команде, он пробегал 100 метров меньше чем за 12 секунд. За «Аякс» Финиди провёл 85 матчей и забил 18 мячей, выполняя роль правого, а иногда и левого полузащитника.
В 1996 году Финиди перешёл в испанский «Реал Бетис», где сразу стал любимцем местной публики. В своём первом сезоне за «Бетис» Джордж провёл 36 матчей и забил 10 мячей, а команда по итогам сезона 1996/97 заняла 4 место и попала в розыгрыш кубка обладателей Кубка УЕФА. В еврокубковом сезоне 1997/98, «Бетис» дошёл до полуфинала, в котором уступила английскому «Челси», со счётом 1:2 и 1:5. В последующих сезонах «Бетис» опускался по турнирной таблице чемпионата Испании, в последнем сезоне для Финиди команды вылетела во второй дивизион. Финиди регулярно выступал за «Бетис» в период пребывания в клубе с 1996 по 2000 год, всего за команду Джордж провёл 130 матчей, в которых отличился 38 мячами. В конце сезона 1999/00 Финиди покинул клуб.
Финиди решил не покидать Испанию и в 2000 году подписал контракт с «Мальоркой». Сезон 2000/01 выдался для «Мальорки» одним из лучших, команда по итогам сезона заняла третье место, и попала в Лигу чемпионов. Финиди провёл практически все матчи сезона, отыграв 31 матч и забив 5 мячей.
В 2001 году Финиди неожиданно покинул команду, и перешёл в английский «Ипсвич Таун», сумма трансфера составила $ 5,4 млн. «Ипсвич» решил укрепить состав опытным игроком, так как команде предстояло выступать в Кубке УЕФА. В Кубке УЕФА сезона 2001/02 «Ипсвич» по ходу турнира смог обыграть российское «Торпедо» в первом раунде со счётом 1:1 дома, и 2:1 в Москве, один из мячей в Москве на свой счёт записал Финиди на 47-й минуте. Во втором раунде «Ипсвич» встретился с шведским «Хельсингборг», в домашнем матче в присутствии 22 тысяч зрителях команды завершили матч вничью 0:0, на матче так же присутствовал главный тренер сборной Англии Свен-Ёран Эрикссон и президент УЕФА Леннарт Юханссон. В гостевом матче против «Хельсингборга» «Ипсвич» добился победы 3:1. В третьем раунде «Ипсвичу» предстояло встретиться с итальянским «Интером», в первом домашнем матче сенсационно победил «Ипсвич» 1:0, но Финиди в матче не смог играть. В ответном матче Финиди провёл 61 минуту, после которой его заменил Пабло Куанго, а «Интер» победил со счётом 4:1.
В Премьер-лиге сезона 2001/02 Джордж провёл 25 матчей и забил 6 мячей, а команда по итогам сезона неожиданно покинула премьер лигу заняв 18 место. В первой лиге сезона 2002/03 Финиди отыграл всего 10 матчей и забил один мяч, по ходу сезона Финиди покинул команду, разорвав с клубом контракт, в связи с судебным разбирательством. по поводу разрыва контракта Финиди был вынужден пропустить шесть месяцев.
Полгода Финиди находился без клуба, но в конце 2003 года Джордж отправился на месяц в свой бывший клуб «Мальорку» на просмотр, а в январе 2004 года с Финиди был подписан контракт. В связи с приобретением Финиди, из «Мальорки» был отчислен серб Йован Станкович, поскольку с приобретением нигерийца «Мальорка» превысила лимит на иностранцев не из стран Европейского союза. В «Мальорке» Финиди отыграл всего 14 матчей, и в 2004 году решил завершить свою карьеру.

### Национальная сборная
В национальной сборной Нигерии Финиди дебютировал в 1992 году, став бронзовым призёром кубка Африканских наций 1992 года. В 1994 году, Финиди стал обладателем кубка Африканских наций 1994, в финале сборная Нигерии со счётом 2:1 победила сборную Замбии. В Чемпионатах Мира Джордж дебютировал в матче против сборной Болгарии 21 июня 1994 года, матч завершился победой Нигерии 3:0. Финиди был участником двух чемпионатов мира 1994 и 1998 годов, в которых всего провёл 8 матчей. Свой последний трофей Финиди завоевал на кубке африканских наций 2002 года, заняв третье место.

### Семья Финиди
Финиди один из 12 детей из семейства Джордж. Его младший брат Игиванаре, выступавший в нигерийском клубе «Рейнджерс Интернатионале», трагически погиб во время бесчинств толпы после матча против одной из команды из Западной Нигерии.

## Достижения
Клубные
- Чемпион Нидерландов: 1993/94, 1994/95, 1995/96
- Победитель Лиги чемпионов УЕФА: 1994/95
- Обладатель Суперкубка Европы: 1995
- Обладатель Межконтинентального кубка: 1995

Национальные
- Обладатель Кубка африканских наций: 1994
- Серебряный призёр Кубка Африки: 2000
- Бронзовый призёр Кубка Африки: 1992, 2002